# Mã Biểu
Mã Biểu (tiếng Trung: 马飚; bính âm: Mǎ Biāo; sinh tháng 8 năm 1954) là chính khách nước Cộng hòa Nhân dân Trung Hoa. Ông hiện là Ủy viên Ban Chấp hành Trung ương Đảng Cộng sản Trung Quốc khóa XIX, Phó chủ tịch Ủy ban Toàn quốc Hội nghị Hiệp thương Chính trị Nhân dân Trung Quốc. Trước đó, ông là Chủ tịch Chính phủ Nhân dân Khu tự trị dân tộc Choang Quảng Tây từ năm 2008 đến năm 2013.

## Tiểu sử
Mã Biểu là người Tráng sinh tháng 8 năm 1954 ở Điền Dương, tỉnh Quảng Tây. Năm 1972, sau khi tốt nghiệp trung học, Mã Biểu làm công nhân cho nhà máy sắt thép Liễu Châu, khu tự trị dân tộc Choang tỉnh Quảng Tây.
Năm 1978, sau khi kỳ thi tuyển sinh đại học toàn quốc được khôi phục, Mã Biểu theo học chuyên ngành kinh tế học chính trị Khoa chính trị tại Học viện Dân tộc Trung ương Trung Quốc (nay là Đại học Dân tộc Trung ương Trung Quốc ở Bắc Kinh). Năm 1982, sau khi tốt nghiệp, ông làm Trợ lý nghiên cứu viên cho Sở nghiên cứu kinh tế kế hoạch Ủy ban kế hoạch khu tự trị dân tộc Choang Quảng Tây, được cử giữ chức vụ phó nghiên cứu viên, phó sở trưởng. Tháng 6 năm 1985, ông gia nhập Đảng Cộng sản Trung Quốc. Năm 1990 đến 1991, Mã Biểu được cử làm Phó bí thư huyện ủy huyện tự trị dân tộc Lão La Thành thuộc khu tự trị dân tộc Choang Quảng Tây.
Năm 1991 đến 1992, ông là phó nghiên cứu viên Sở nghiên cứu dân tộc, Viện Khoa học xã hội Trung Quốc. Năm 1992 đến 1994, ông đảm nhiệm chức vụ nghiên cứu viên, Chủ nhiệm phòng nghiên cứu kinh tế, Sở nghiên cứu dân tộc, Viện Khoa học xã hội Trung Quốc.
Năm 1994, ông làm Trợ lý cho Bí thư Thị ủy địa cấp thị Bắc Hải, Quảng Tây, cùng năm, ông được bổ nhiệm giữ chức Phó Chủ nhiệm Ủy ban cải cách thể chế kinh tế Khu tự trị dân tộc Choang Quảng Tây.
Năm 1998, Mã Biểu được bổ nhiệm giữ chức Phó bí thư Địa ủy Bách Sắc, Quảng Tây. Năm 2002, sau khi Địa ủy Bách Sắc trở thành địa cấp thị Bách Sắc (thành phố cấp địa khu; hay thành phố trực thuộc tỉnh), ông được bổ nhiệm làm Bí thư Thị ủy địa cấp thị Bách Sắc.
Năm 2004, ông được thăng chức Phó Chủ tịch Chính phủ Nhân dân khu tự trị dân tộc Choang Quảng Tây. Tháng 3 năm 2005, Mã Biểu được luân chuyển làm Ủy viên Ban Thường vụ Khu ủy khu tự trị dân tộc Choang Quảng Tây, Bí thư thành ủy thành phố Nam Ninh, Chủ nhiệm Ủy ban Thường vụ Đại hội đại biểu Nhân dân thành phố Nam Ninh, Quảng Tây.
Tháng 12 năm 2007, Mã Biểu được bổ nhiệm làm Phó Bí thư Khu ủy khu tự trị, Phó Chủ tịch Chính phủ khu tự trị, đồng thời tạm quyền Chủ tịch Chính phủ Nhân dân khu tự trị dân tộc Choang Quảng Tây, thay ông Lục Binh. Ngày 26 tháng 1 năm 2008, ông chính thức được bầu giữ chức vụ Chủ tịch Chính phủ Nhân dân khu tự trị dân tộc Choang Quảng Tây.
Ngày 14 tháng 11 năm 2012, tại Đại hội Đảng Cộng sản Trung Quốc lần thứ 18, Mã Biểu được bầu làm Ủy viên Ủy ban Trung ương Đảng Cộng sản Trung Quốc khóa XVIII. Ngày 11 tháng 3 năm 2013, phiên họp toàn thể lần thứ 4 kỳ họp thứ nhất khóa 12 Chính hiệp Trung Quốc đã bầu ông Mã Biểu làm Phó chủ tịch Ủy ban Toàn quốc Hội nghị Hiệp thương Chính trị Nhân dân Trung Quốc khóa 12, nhiệm kỳ 2013—2018.
Ngày 24 tháng 10 năm 2017, tại Đại hội Đảng Cộng sản Trung Quốc lần thứ XIX, Mã Biểu được bầu làm Ủy viên Ủy ban Trung ương Đảng Cộng sản Trung Quốc khóa XIX.